# Circuit de Sawyer-Tower
On appelle circuit de Sawyer-Tower un montage électrique permettant la mesure du cycle d'hystérésis de la polarisation en fonction de champ électrique dans un matériau ferroélectrique. Il est ainsi nommé d'après ses inventeurs qui l'ont initialement proposé en 1930. Le circuit d'origine a subi plusieurs améliorations au cours du temps, et reste aujourd'hui une méthode pratique de mesure de la polarisation électrique. Même si des méthodes plus modernes de mesure de la polarisation ont été développées depuis, le circuit de Sawyer-Tower reste utilisable pour la recherche ou à des fins pédagogiques.

## Principe général

### Le cycle d'hystérésisP(E){\displaystyle P(E)}

Cycle d'hystérésis ferroélectrique, indiquant la polarisation à saturation, la polarisation rémanente et le champ coercitif.

Un matériau est dit ferroélectrique s'il possède une polarisation électrique spontanée, polarisation qu'il est possible de renverser par l'application d'un champ électrique extérieur. La présence d'une hystérésis de la polarisation {\displaystyle P} en fonction du champ électrique appliqué {\displaystyle E} est la preuve du caractère ferroélectrique d'un matériau.
Un cycle d'hystérésis est caractérisé par plusieurs grandeurs que le circuit de Sawyer-Tower vise à déterminer : 
- la polarisation spontanée, ou polarisation à saturation, {\displaystyle P_{s}} qui obtenue en extrapolant la saturation de l'hystérésis à champ nul ;
- la polarisation rémanente {\displaystyle P_{r}}, ou polarisation en l'absence de champ. Elle peut être différente de la polarisation spontanée si le renversement de la polarisation survient avant l'inversion du champ. Cela peut arriver en présence de contraintes, ou si la fréquence de mesure est trop élevée pour permettre aux charges libres présentes à l'interface d'atteindre un état d'équilibre ;
- le champ coercitif {\displaystyle E_{c}}, ou champ seuil qu'il faut appliquer pour renverser la moitié de la polarisation, i.e. obtenir une polarisation macroscopique nulle.

### Schéma de principe du circuit

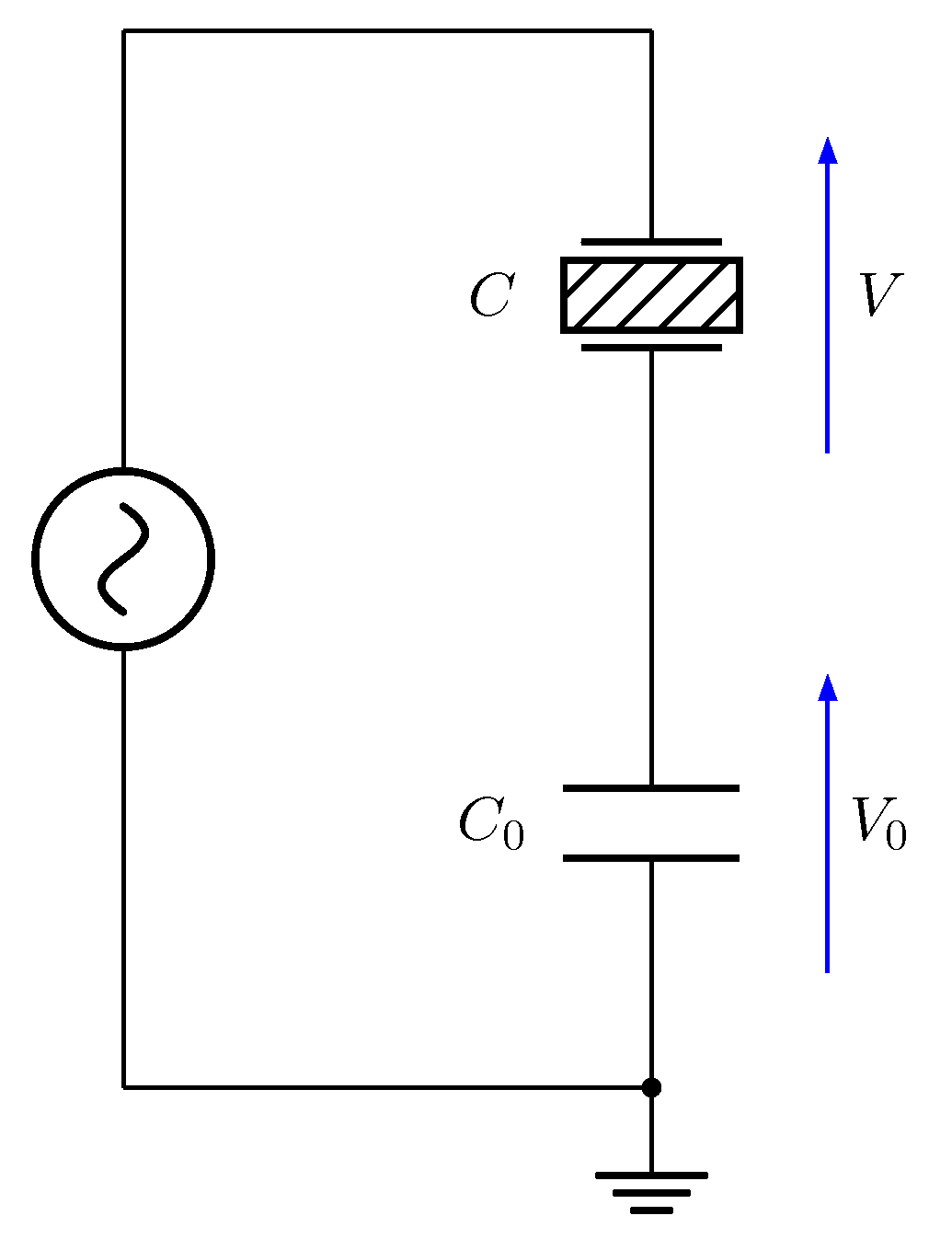
Schéma de principe du montage de Sawyer-Tower.

L'échantillon étudié est préparé sous forme d'une plaquette sur les faces de laquelle on dépose des électrodes, formant ainsi un condensateur. L'échantillon est mis en série avec un condensateur de capacité connue, très supérieure à celle de l'échantillon. On peut alors montrer que la tension aux bornes de ce condensateur est une image de la polarisation de l'échantillon. L'enregistrement par un oscilloscope de cette tension en fonction de la tension appliquée à l'échantillon permet de visualiser directement le cycle d'hystérésis.

### Limites de la méthode
Le montage de Sawyer-Tower est bien adapté tant que les pertes diélectriques de l'échantillon, c'est-à-dire la partie imaginaire de sa permittivité, reste négligeable. Dans ce cas, la charge accumulée sur le condensateur de référence est effectivement liée à la variation de polarisation de l'échantillon. 
Dans le cas contraire, il existe des courants dans le circuit qui ne sont pas liés à la variation de polarisation de l'échantillon, mais à la conductivité non nulle du matériau. La présence de ces courants déforme la courbe d'hystérésis et fausse la mesure de la polarisation spontanée des matériaux ferroélectriques. Ils peuvent même conduire, dans des matériaux non ferroélectriques, à l'observation de courbes ouvertes ressemblant à des cycles d'hystérésis. Même si les ouvrages classiques sur la ferroélectricité soulignent les risques d'interprétation erronée, de nombreuses publications scientifiques ont rapporté des mesures faussées.
Un autre inconvénient du circuit de Sawyer-Tower est la nécessité d'effectuer un très grand nombre de cycles d'hystérésis, ce qui peut poser des problèmes de fatigue de l'échantillon.
C'est pour ces raisons que les méthodes plus modernes, mises en œuvre dans les appareils commerciaux, ont abandonné le principe du circuit de Sawyer-Tower, mais utilisent des techniques basées sur l'utilisation d'impulsions de tensions. L'utilisation de trains d'impulsion d'intensité et celle de délais variables permettent de séparer les différentes contributions de la réponse électrique du matériau.

## Réalisation pratique du montage

### Circuit d'origine de Sawyer et Tower

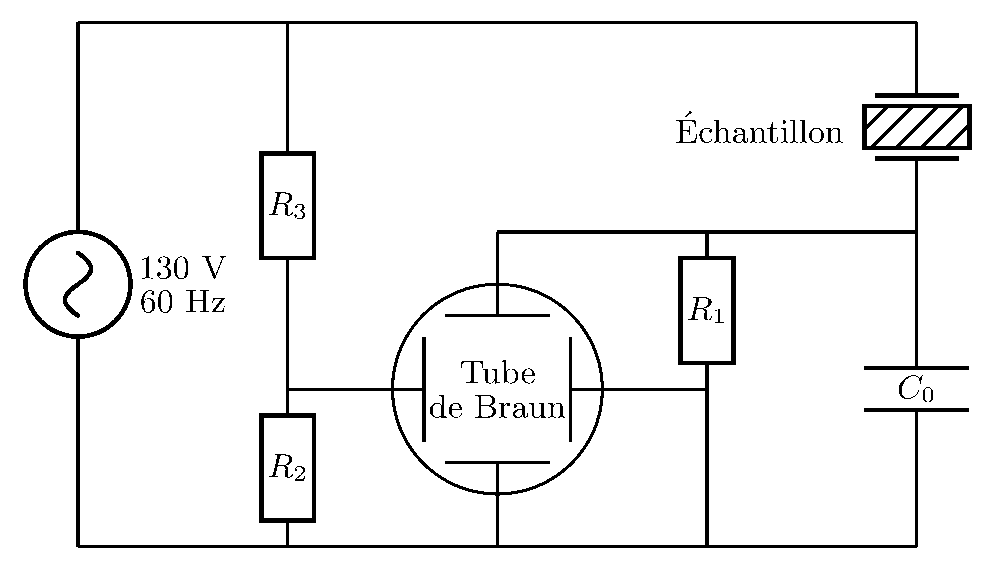
Schéma du circuit d'origine utilisé par Sawyer et Tower.

Le montage d'origine de Sawyer et Tower était destiné à l'étude du sel de Rochelle, également appelé sel de Seignette, qui présentait alors les meilleures propriétés piézoélectriques connues. Ce montage ne diffère que peu du montage de principe évoqué ci-dessus. Des résistances sont ajoutées afin de réaliser des ponts diviseurs de tension. Le cycle d'hystérésis est visualisé à l'aide d'un tube de Braun (tube cathodique). La source de tension utilisée a une fréquence de 60 Hz pour une amplitude de 130 V, ce qui, ramené à l'épaisseur de leurs échantillons, correspond à un champ électrique de 2 600 V/mm.

#### Ouvrages
- (en) K.M. Rabe, M. Dawber, C. Lichtensteiger, C.H. Ahn et J.-M. Triscone, Physics of Ferroelectrics: A Modern Perspective, Berlin, Springer, 2007 (lire en ligne), chap. 1 (« Modern Physics of Ferroelectrics: Essential Background »), p. 2-5
- (en) M.E. Lines et A.M. Glass, Principles and applications of ferroelectrics and related materials, Oxford University Press, 1977 (lire en ligne), chap. 4.2 (« Polarization reversal »), p. 102-110

#### Articles de revues scientifiques
- (en) C.B. Sawyer et C.H. Tower, « Rochelle Salt as a Dielectric », Physical Review, vol. 35,‎ 1930, p. 269 (lire en ligne)
- (en) J.K. Sinha, « Modified Sawyer and Tower circuit for the investigation of ferroelectric samples », Journal of scientific instruments, vol. 42,‎ 1965, p. 696 (lire en ligne)
- (en) G. Ornelas-Arciniega, J. Reyes-Gómez and A. G. Castellanos-Guzmán, « A New Modification to the Sawyer-Tower Ferroelectric Hysteresis Loop Tracer », Journal of the Korean Physical Society, vol. 32,‎ 1998, S380 (lire en ligne)

#### Autres
- (en) M. Stewart, M.G. Cain and D.A. Hall, Ferroelectric Hysteresis Measurement & Analysis, Teddington, National Physical Laboratory (ISSN 1368-6550, lire en ligne)